# Ниас
Ни́ас (индон. Nias) — индонезийский остров в восточной части Индийского океана.

## География
Расположен примерно в 125 км к западу от острова Суматра, в 140 км к юго-востоку от острова Симёлуэ и в 80 км к северо-западу от архипелага Бату. Площадь острова составляет 4772 км². Ниас составляет примерно 125 км в длину и 40 км в ширину. Рельеф — преимущественно гористый. Преобладают холмы и низкогорья вулканического происхождения, высотой до 886 м. Растительность представлена экваториальными вечнозелёными лесами, произрастающими на латеритных почвах. Вдоль побережий имеются мангровые леса, на севере и востоке — болота.
Остров пострадал в результате сильнейшего цунами 24 декабря 2004 года. 28 марта 2005 года на острове произошло сильное землетрясение, которое также привело к многочисленным разрушениям и жертвам. В результате землетсясений и цунами береговая линия острова претерпела значительные изменения. В некоторых местах море наступило на сушу более чем на 50 м, а в других местах, наоборот, береговая линия сместилась в сторону моря более чем на 100 м. Поднятие земли составляет около 2,9 м.

## Административное деление
Остров входит в состав провинции Северная Суматра. В административном отношении делится на 4 округа: Северный Ниас, Ниас, Западный Ниас и Южный Ниас, а также включает в свой состав город Гунунгситоли.

## Население
Население острова по данным на 2010 год составляет 756 762 человека. Верующие — преимущественно анимисты, а также христиане и мусульмане. Основной язык населения — ниасский.
На Ниасе, изолированном от остального мира острове, велась торговля с представителями других культур других островов и даже материковой Азии с доисторических времен. Некоторые историки и археологи идентифицируют местную культуру острова как одну из немногих оставшихся мегалитических культур, существующую на сегодняшний день. Хотя эта точка зрения активно обсуждается, нет никаких сомнений, что относительная географическая изоляция Ниаса создала уникальную культуру.

## Экономика
Рисосеяние, плантации кокосовой и саговой пальм, мускатного ореха. Рыболовство. Порта нет, поэтому корабли останавливаются на рейде.

## Культура
По всему острову встречаются мегалитические монументы и деревянные скульптуры в честь умерших, символизирующие плодородие.